# Olympische Winterspiele 1924/Teilnehmer (Estland)
Estland wollte mit einem Athleten an den Olympischen Winterspielen 1924 in Chamonix teilnehmen. Das estnische NOK hatte 1 Sportler gemeldet, der jedoch nicht zum Wettkampf antrat.
Bilanz: Einziger Teilnehmer Estlands sollte der 1924 in Luxemburg lebende deutschbaltische Eisschnellläufer Christfried Burmeister sein. Medaillenchancen wurden ihm keine zugerechnet. Bei der Eröffnungsfeier, wo auch die Flagge Estlands ins Stadion getragen wurde, war er anwesend. Bei den Wettkämpfen fehlte er aber. Warum er nicht startete ist bis heute unbekannt. Im Anschluss an die Winterspiele nahm Burmeister in Helsinki an der Mehrkampf-Weltmeisterschaft teil, wo er auf Platz 13 landete. Sein echtes Olympiadebüt gab er dann vier Jahre später in St. Moritz.

## Teilnehmer nach Sportarten

### Eisschnelllauf
- Christfried Burmeister
500 m (dns), 1500 m (dns), 5000 m (dns), 10.000 m (dns), Mehrkampf (dns)